# Муньюс, Педру
Педру Энрики Лопис Муньюс (порт.-браз. Pedro Henrique Lopes Munhoz; род. 7 сентября 1986, Сан-Паулу) — бразильский боец смешанного стиля, представитель легчайшей весовой категории. Выступает на профессиональном уровне начиная с 2009 года, известен по участию в турнирах бойцовской организации UFC.
Занимает 9 строчку официального рейтинга  UFC в Легчайшем весе.

## Биография
Педру Муньюс родился 7 сентября 1986 года в городе Сан-Паулу, Бразилия.

### Начало профессиональной карьеры
Дебютировал в смешанных единоборствах на профессиональном уровне в марте 2009 года, выиграв у своего соперника сдачей. Дрался в местных бразильских промоушенах, в том числе отметился успешным выступлением на турнире организации Jungle Fight.
Начиная с 2010 года выступал на территории США, в частности добился больших успехов в промоушене Resurrection Fighting Alliance, где завоевал титул чемпиона в легчайшей весовой категории, победив опытного американского бойца Джеффа Каррена.

### Ultimate Fighting Championship
Имея в послужном списке десять побед без единого поражения, Муньюс привлёк к себе внимание крупнейшей бойцовской организации мира Ultimate Fighting Championship и в феврале 2014 года подписал с ней долгосрочный контракт. В том же месяце дебютировал в октагоне UFC — вышел на коротком уведомлении на бой против соотечественника Рафаэла Асунсана и уступил ему единогласным решением судей, потерпев тем самым первое поражение в профессиональной карьере.
В мае 2014 года Муньюс реабилитировался перед болельщиками, в первом же раунде отправил в нокаут Мэтта Хобара.
В октябре 2014 года с помощью «гильотины» принудил к сдаче Джеррода Сандерса. Тем не менее, спустя несколько месяцев оказалось, что его допинг-проба показала повышенный уровень тестостерона. В результате проведённого расследования бойца признали виновным в использовании запрещённых веществ и дисквалифицировали сроком на один год, при этом его победа на Сандерсом была отменена.
По окончании срока дисквалификации Муньюс вернулся в ММА и в ноябре 2015 года встретился с Джимми Риверой — противостояние между ними продлилось все отведённые три раунда, в итоге судьи раздельным решением отдали победу Ривере.
В 2016 и 2017 годах Муньюс занёс в послужной список победы над такими бойцами как Расселл Доун, Джастин Скоггинс, Демиан Стасяк и Роб Фонт, при этом в трёх случаях заработал бонусы за лучший бой вечера.
В 2018 году раздельным решением уступил Джону Додсону, затем по очкам выиграл у Бретта Джонса и досрочно у Брайана Карауэя.
В марте 2019 года отправил в нокаут бывшего чемпиона в легчайшем весе Коди Гарбрандта и удостоился награды за лучший бой вечера.
В июне 2019 года потерпел поражение единогласным решением судей от Алджамейна Стерлинга.

## Статистика в профессиональном ММА
| Боёв 32         | Побед 20 | Поражений 10 |
| --------------- | -------- | ------------ |
| Нокаутом        | 4        | 0            |
| Сдачей          | 9        | 0            |
| Решением        | 7        | 10           |
| Не состоявшихся | 2        | 2            |

| Результат    | Рекорд  | Соперник           | Способ                      | Турнир                                     | Дата             | Раунд | Время | Место                      | Примечание                                                                  |
| ------------ | ------- | ------------------ | --------------------------- | ------------------------------------------ | ---------------- | ----- | ----- | -------------------------- | --------------------------------------------------------------------------- |
| Поражение    | 20-10-2 | Айман Захаби       | Единогласное решение        | UFC Fight Night: Морено vs. Альбази        | 2 ноября 2024    | 3     | 5:00  | Эдмонтон, Альберта, Канада |                                                                             |
| Поражение    | 20-9-2  | Кайлер Филлипс     | Единогласное решение        | UFC 299                                    | 9 марта 2024     | 3     | 5:00  | Майами, Флорида, США       |                                                                             |
| Поражение    | 20-8-2  | Марлон Вера        | Единогласное решение        | UFC 292                                    | 19 августа 2023  | 3     | 5:00  | Бостон, Массачусетс, США   |                                                                             |
| Победа       | 20-7-2  | Крис Гутьеррес     | Единогласное решение        | UFC on ESPN: Холлоуэй vs. Аллен            | 15 апреля 2023   | 3     | 5:00  | Канзас-Сити, Миссури, США  |                                                                             |
| Не состоялся | 19-7-2  | Шон О'Мэлли        | Не состоялся (Тычок в глаз) | UFC 276                                    | 2 июля 2022      | 2     | 3:09  | Лас-Вегас, Невада, США     | Из-за тычка в глаз, Муньос ничего не видел, и бой признали не состоявшимся. |
| Поражение    | 19-7-1  | Доминик Крус       | Единогласное решение        | UFC 269                                    | 11 декабря 2021  | 3     | 5:00  | Лас-Вегас, Невада, США     | Лучший бой вечера.                                                          |
| Поражение    | 19-6-1  | Жозе Алду          | Единогласное решение        | UFC 265                                    | 8 августа 2021   | 3     | 5:00  | Хьюстон, США               |                                                                             |
| Победа       | 19-5-1  | Джимми Ривера      | Единогласное решение        | UFC Fight Night: Rozenstruik vs. Gane      | 27 февраля 2021  | 3     | 5:00  | Лас-Вегас, США             | Бой вечера.                                                                 |
| Поражение    | 18-5-1  | Фрэнки Эдгар       | Решение (раздельное)        | UFC on ESPN: Munhoz vs. Edgar              | 22 августа 2020  | 5     | 5:00  | Лас-Вегас, США             | Бой вечера.                                                                 |
| Поражение    | 18-4-1  | Алджамейн Стерлинг | Единогласное решение        | UFC 238                                    | 8 июня 2019      | 3     | 5:00  | Чикаго, США                |                                                                             |
| Победа       | 18-3-1  | Коди Гарбрандт     | KO (удары руками)           | UFC 235                                    | 2 марта 2019     | 1     | 4:51  | Лас-Вегас, США             | Бой вечера.                                                                 |
| Победа       | 17-3-1  | Брайан Карауэй     | TKO (удары)                 | The Ultimate Fighter: Heavy Hitters Finale | 30 ноября 2018   | 1     | 2:39  | Лас-Вегас, США             |                                                                             |
| Победа       | 16-3-1  | Бретт Джонс        | Единогласное решение        | UFC 227                                    | 4 августа 2018   | 3     | 5:00  | Лос-Анджелес, США          |                                                                             |
| Поражение    | 15-3-1  | Джон Додсон        | Раздельное решение          | UFC 222                                    | 3 марта 2018     | 3     | 5:00  | Лас-Вегас, США             |                                                                             |
| Победа       | 15-2-1  | Роб Фонт           | Сдача (гильотина)           | UFC Fight Night: Brunson vs. Machida       | 28 октября 2017  | 1     | 4:03  | Сан-Паулу, Бразилия        | Выступление вечера.                                                         |
| Победа       | 14-2-1  | Демиан Стасяк      | Единогласное решение        | UFC Fight Night: Gustafsson vs. Teixeira   | 28 мая 2017      | 3     | 5:00  | Стокгольм, Швеция          |                                                                             |
| Победа       | 13-2-1  | Джастин Скоггинс   | Сдача (гильотина)           | UFC Fight Night: Bader vs. Nogueira 2      | 19 ноября 2016   | 2     | 1:55  | Сан-Паулу, Бразилия        | Выступление вечера.                                                         |
| Победа       | 12-2-1  | Расселл Доун       | Сдача (гильотина)           | UFC Fight Night: dos Anjos vs. Alvarez     | 7 июля 2016      | 1     | 2:08  | Лас-Вегас, США             | Выступление вечера.                                                         |
| Поражение    | 11-2-1  | Джимми Ривера      | Раздельное решение          | UFC Fight Night: Belfort vs. Henderson 3   | 7 ноября 2015    | 3     | 5:00  | Сан-Паулу, Бразилия        |                                                                             |
| Не состоялся | 11-1-1  | Джеррод Сандерс    | NC (результат отменён)      | UFC Fight Night: MacDonald vs. Saffiedine  | 4 октября 2014   | 1     | 0:39  | Галифакс, Канада           | Муньюс выиграл сдачей, но провалил допинг-тест.                             |
| Победа       | 11-1    | Мэтт Хобар         | TKO (удары руками)          | The Ultimate Fighter Brazil 3 Finale       | 31 мая 2014      | 1     | 2:47  | Сан-Паулу, Бразилия        |                                                                             |
| Поражение    | 10-1    | Рафаэл Асунсан     | Единогласное решение        | UFC 170                                    | 22 февраля 2014  | 3     | 5:00  | Лас-Вегас, США             |                                                                             |
| Победа       | 10-0    | Билли Дэниелс      | Сдача (гильотина)           | RFA 12                                     | 24 января 2014   | 1     | 0:41  | Лос-Анджелес, США          | Защитил титул чемпиона RFA в легчайшем весе.                                |
| Победа       | 9-0     | Джефф Каррен       | Раздельное решение          | RFA 9                                      | 16 августа 2013  | 5     | 5:00  | Карсон, США                | Выиграл вакантный титул чемпиона RFA в легчайшем весе.                      |
| Победа       | 8-0     | Митч Джексон       | Сдача (гильотина)           | RFA 8                                      | 21 июня 2013     | 1     | 4:49  | Милуоки, США               |                                                                             |
| Победа       | 7-0     | Билл Камери        | Сдача (скручивание пятки)   | RFA 5                                      | 30 ноября 2012   | 1     | 2:27  | Карни, США                 |                                                                             |
| Победа       | 6-0     | Камило Гонсалес    | Сдача (гильотина)           | Respect in the Cage                        | 30 июля 2011     | 2     | 1:21  | Помона, США                |                                                                             |
| Победа       | 5-0     | Ричард Монталво    | Сдача (удушение сзади)      | MMA Xplosion: International Team Challenge | 29 января 2011   | 2     | 2:31  | Лас-Вегас, США             |                                                                             |
| Победа       | 4-0     | Мауро Бренес       | Единогласное решение        | Respect in the Cage                        | 9 октября 2010   | 3     | 5:00  | Помона, США                |                                                                             |
| Победа       | 3-0     | Паблу Алфонсу      | Единогласное решение        | Jungle Fight 18                            | 20 марта 2010    | 3     | 5:00  | Сан-Паулу, Бразилия        |                                                                             |
| Победа       | 2-0     | Роберто Мацумото   | TKO (отказ)                 | Eagle Fighting Championship                | 26 сентября 2009 | 2     | 5:00  | Сан-Паулу, Бразилия        |                                                                             |
| Победа       | 1-0     | Режиналду Виейра   | Сдача (удары руками)        | Full Fight 1                               | 21 марта 2009    | 2     | 3:35  | Сан-Паулу, Бразилия        |                                                                             |